# Németh Pákolicz Tamás
Németh Pákolicz Tamás (Budapest, 1973. március 31. –) író, rendező 

## Életútja
Németh László és Pákai (Pákolicz) Hilda gyermekeként született. Gyermekkorát Budakalászon töltötte, jelenleg Pomázon illetve Budapesten él, tevékenykedik.
1990–1994 között a Debreceni Agrártudományi Egyetem diákja volt, 1997-ben a Szegedi Tudományegyetemen környezetvédelmi mérnöki, majd 2006-ban a Eötvös Loránd Tudományegyetemen jogi szakképesítést szerzett. 2022-ben képesítést szerzett a Budapest Film Academy dramaturg-forgatókönyvíró és rendező szakos hallgatójaként.
Jogi tevékenysége mellett 2014-ben kezdett  irodalommal és zenével foglalkozni, ekkor vette fel anyai ágról a Pákolicz írói nevet (szegről-végről több író, költő is kapcsolódik a családhoz, így Pákolitz István és Pákolicz Mihály is). Verses- és novelláskönyveit saját zenei háttérrel, 2019-től már hivatásszerűen, előadóestjein mutatja be.  Írásaival, zenéivel igazi lelki utazásra invitálja hallgatóságát. Művei jelentek meg a Nyugat Plusz a NAPÚTONLINE, a Literatura, az A hetedik és az Új Egyensúly című nyomtatott, illetve elektronikus folyóiratokban. Saját kötetein kívül megjelentetett más, gyűjteményes kötetekben is (Történetek tizenegy hangra, ITT-OTT Kalendárium, Akvarell). Komplex kötetszerkesztési munkája Dévai Nagy Kamilla: Akit az isten meghagyott című életregénye volt, első egyfelvonásos színdarabja pedig a „Patkánycsapda”címet viseli.
Műveiben a gyökerek mentén, a magyar irodalmi hagyományokon haladva irányítja a figyelmet az egyetemes emberi értékek fontosságára. A műfajok mezsgyéjén keresi a határok átfedéseit, szokatlan megközelítésben, más szemléletben, újfajta előadásmódokkal kísérletezve. Írásaiban, zenéiben a klasszikus stílust öltözteti modern köntösbe.
Több, mint tizenöt éve foglalkozik filmkészítéssel. Az utóbbi időszak nagy eredménye az interneten megjeleníthető irodalmi témájú rövid videók létrehozásának kitalálása, kimódolása.         

## Művei

### Kötetek
- Hogy örömöd legyek  – verseskönyv (Kalandoor 2024) ISBN 978-615-82636-0-3

Leírás:  http://ntpakolicz.hu/oromodlegyek
- Simeon Rorschach levelei egy párhuzamos valóságból  – rövidpróza regény (Kalandoor 2023)  ISBN 978-615-01-7462-4

Leírás: http://ntpakolicz.hu/simeon
- Pasztell szavak – verseskötet (Kalandoor 2022) ISBN 978-615-01-6283-6

Leírás: http://ntpakolicz.hu/pasztell
- Úton a teljességhez – életfilozófiai könyv (Kalandoor 2021) ISBN 978-615-01-3471-0

Leírás: http://ntpakolicz.hu/uton
- Kis esti bűbáj – verseskötet (Kalandoor 2020)[9] ISBN 978-615-01-0315-0

Videó: https://www.youtube.com/watch?v=9MATJKAQ7ew
Leírás: http://ntpakolicz.hu/kisesti
- Megszegett gondolat – verseskötet (Kalandoor 2019)[10] ISBN 978-615-00-4522-1

Videó: https://www.youtube.com/watch?v=mgbawZIbowQ
Leírás: http://ntpakolicz.hu/megszegett_gondolat
- Ébrenálmok – novelláskötet (Kalandoor 2018)[11] ISBN 978-615-00-1498-2

Könyvbemutató
- Budakalász TV videó: https://www.youtube.com/watch?time_continue=433&v=rxx6WQAtQ9Q
- Budakalász TV hírek: http://www.szentendre.media.hu/tv-budakalasz/hirek/kultura/irodalmi-estek-budakalaszi-iro-mutatkozott-be
- Leírás: http://ntpakolicz.hu/ebrenalmok

### Válogatások
- Történetek tizenegy hangra – novelláskötet (Budakalászi Kreatív Író Klub, 2016)[12] ISBN 978-963-12-6561-3

- Akvarell – novelláskötet (Budakalászi Kreatív Író Klub, 2020)[13] ISBN 978-615-00-7423-8

### Szerkesztési munkák
- Gömbös Olivér: Futottam holdversenyt (Kalandoor, 2023) ISBN 978-615-01-7667-3
- Dévai Nagy Kamilla: Akit az isten meghagyott (2020, 2022, 2023)[13] életregény, I-III. rész (szerkesztés, tördelés, nyomdai előkészítés) ISBN 978-615-00-7713-0, ISBN 978-615-01-5880-8, ISBN 978-615-01-7076-3

### Színdarabok[1]
- Ne hívj fel, ha beszélni akarsz velem  (stream-mű, 2020)
- Patkánycsapda (egyfelvonásos bemutatkozó színmű, 2017)

### Filmek[1]
- LEGBELSŐ SZÍV (forgatókönyv, rendezés) https://www.imdb.com/title/tt34385896/, https://www.facebook.com/Legbelsosziv
- Ha az én lovam lennél II. rész (rendezés, szereplés) – Mozinet "A lovam és én" pályázat második nyertese[14][15] – https://www.youtube.com/watch?v=y3ccwuOknvY
- Ha az én lovam lennél I. rész (rendezés, felvételek, vágás) – https://www.youtube.com/watch?v=5uDiq6Ru9FY
- SOS SMS (rövidfilm, forgatókönyv, szereplés, 2020)[16] – XVII. Göcsej filmszemle I. díj[17] – https://www.youtube.com/watch?v=Zf-qslRKudI
- Kiss Eszter "Irodalmi barangolások" elnevezésű, több mint 50 részből álló sorozat megfilmesítése (2020-folyamatosan)[18]
- Kalandoor CD magazin – túrafilm sorozat elkészítése, kiadása (1999-2008)[19] ISSN 1587-4923

### Színpadi rendezések
- Ajtónyitogató – Szabó Magda Debrecene (sétaszínház társrendezés 2021)[20]
- Dévai nagy Kamilla Életmű Koncert (Budapesti Nemzeti Színház nagyszínpad 2020)[21][22][23]
- Pátyi Közösségi Ház:Magyar Kultúra Napja (2020)[24]
- Pomázi Művelődési Ház: Magyar Kultúra Napja (2020)[25][26]
- Pomázi Művelődési Ház: Magyar Kultúra Napja (2019)[27]

### Előadások (önálló produkciók és közreműködések)
Kiemelt események:
- Dévai nagy Kamilla Életmű Koncert (Budapesti Nemzeti Színház nagyszínpad, 2020.03.08)[21][22][23]   – közreműködés: cajon, gong, ritmushangszerek  https://www.facebook.com/NTPakolicz/posts/975746919489577
- ITT-OTT találkozó (Chicago – Lake Hope, 2019.08.04-11)[28] https://www.facebook.com/NTPakolicz/posts/811826442548293 https://www.facebook.com/NTPakolicz/posts/809441939453410 https://www.facebook.com/lszilagyi/posts/10221035941036640 https://www.facebook.com/NTPakolicz/posts/807700229627581
- Magyar Költészet Napja (Páty, versfürdő Kiss Eszterrel, 2019.04.12)[29]
- Megszegett gondolat (szerzői est, Budakalász, 2019.04.11)[30]
- Budapest Music Center (Stockhausen: Kontakte Originale, a gitáros szerepe, 2019.01.18)[31]
- Hobo színpad (Művészetek völgye, 2017.07.28)[32]